# Songbird (Willie Nelson)
Songbird è un album in studio del cantante di musica country statunitense Willie Nelson, pubblicato nel 2006.

## Tracce
1. Rainy Day Blues (Willie Nelson) – 5:32
2. Songbird (Christine McVie) – 2:40
3. Blue Hotel (Ryan Adams) – 3:30
4. Back to Earth (Willie Nelson) – 2:59
5. Stella Blue (Robert Hunter, Jerry Garcia) – 6:23
6. Hallelujah (Leonard Cohen) – 4:53
7. $1000 Wedding (Gram Parsons) – 3:05
8. We Don't Run (Willie Nelson) – 4:19
9. Yours Love (Harlan Howard) – 3:03
10. Sad Songs and Waltzes (Willie Nelson) – 3:17
11. Amazing Grace (Traditional; Arr. by Ryan Adams) – 4:49